# Carlos Castrillo
Carlos Castrillo Alonzo, né le 16 mai 1985 à San Manuel Chaparrón au Guatemala, est un footballeur international guatémaltèque, qui joue en tant que défenseur. 
Il compte 26 sélections en équipe nationale depuis 2008. Il joue actuellement pour le club guatémaltèque du CSD Comunicaciones.

## Biographie

### Sélection
Carlos Castrillo est convoqué pour la première fois par le sélectionneur national Benjamín Monterroso pour un match amical contre Haïti le 23 avril 2008 (victoire 1-0).
Il dispute deux Gold Cup en 2011 et 2015. Il participe également à deux Coupes UNCAF en 2009 et 2014.
Il compte 26 sélections et zéro but avec l'équipe du Guatemala depuis 2008.

## Palmarès
- Avec le CSD Comunicaciones :
  - Champion du Guatemala en A. 2008, A. 2010, C. 2011, A. 2012, C. 2013, A. 2013, C. 2014, A. 2014 et C. 2015
  - Vainqueur de la Coupe du Guatemala en 2009